# Else Herzberger
Else Maria Herzberger (* 4. März 1877 in Mainz; † Januar 1962 in Ascona) war eine deutsche Unternehmerin, die in den 1920er Jahren eines der größten Warenhäuser des Saargebiets führte.

## Leben
Else Maria Herzberger war die Tochter des jüdischen Ellenwaren- bzw. Stoff-Händlers Ferdinand Herzberger. 1901 kam sie zusammen mit ihren Brüdern Alfons (1879–1941) und Julius von Mainz nach Neunkirchen, wo ihre Schwester Clementine in die Familie Levy eingeheiratet hatte. Deren Ehemann Gustav führte dort ein Geschäft. 1906 zog er sich aus dem Unternehmen zurück und übergab es seiner Schwägerin Else und ihren beiden Brüdern. Im November 1921 wurde Else Herzberger Vorsitzende des Aufsichtsrats der neu gegründeten Joseph Levy Witwe AG. Das Unternehmen entwickelte sich rasant, beschäftigte in vier Häusern mehr als 400 Mitarbeitern und entwickelte sich zu einem der größten Warenhäuser des Saargebiets.
In den Jahren von 1933 bis 1936 geriet Herzberger zunehmend in Konflikte mit den Nationalsozialisten. Das Unternehmen wurde schließlich umgewandelt in die Neunkircher Kaufhaus AG, und nach der Saarabstimmung von 1935 wurden die Aktien von der Passage-Kaufhaus AG in Saarbrücken und von Privatpersonen aus dem nationalsozialistischen Milieu erworben. Ende Januar 1936 meldete die Saarwirtschaftszeitung die abgeschlossene „Arisierung“ des Unternehmens.
Else Herzberger emigrierte – wie ihr Bruder Alfons – nach Frankreich. 1939 floh sie aus Europa nach Buenos Aires. Dort überlebte sie die Zeit des Nationalsozialismus und kehrte nach dem Zweiten Weltkrieg nach Deutschland zurück. 1948 bemühte sie sich um Rückgabe ihres Eigentums. Dabei verpflichteten sich die Passage-Kaufhaus AG und die Neunkircher Kaufhaus GmbH zu regelmäßigen Entschädigungszahlungen.

## Privates
Sie war mit den Philosophen Theodor W. Adorno und Walter Benjamin befreundet und stand mit ihnen in engem Briefkontakt. Von 1934 an leistete sie Walter Benjamin, der im Exil lebte, finanzielle Unterstützung.
Aus ihrem Nachlass stammt ein Exemplar des Romans Einbahnstraße von Walter Benjamin aus dem Jahr 1928. Dieser hatte das Buch handschriftlich mit der Widmung „Else M Herzberger / in alter Dankbarkeit / dieses Buch / aus den alten Tagen / Walter Benjamin“ versehen.